# 一県一行主義
一県一行主義（いっけんいっこうしゅぎ）とは、昭和前期に行われた大蔵省の政策。「戦時統合」と称される場合もある。1つの府県に1つの地方銀行に制限すべく、中小の地方銀行に対して強制的な統廃合を進めた。

## 概要
昭和金融恐慌を受けて制定された銀行法に基づいて中小銀行の整理が進められていたが、1936年に廣田内閣の馬場鍈一大蔵大臣が国債消化の推進と生産力拡張資金の調達能力を上げるために一県一行主義を掲げた。馬場は銀行間の競争を国策の妨げと考え、府県もしくはそれに準じる地域ごとに資本金1000万円クラスの銀行を1つ置くことを目指した。日中戦争による経済統制の強化によって、取引先の事業活動停止や国債の低利での引受強制などを迫られた中小銀行は次第に統廃合に応じざるを得ない状況に追い込まれていき、太平洋戦争が開始された1941年頃には中小銀行の統廃合がほぼ完成した。

## 地域事情による差異
ただし、「一県一行」は、あくまで目安であり、東京府・新潟県・兵庫県については、日本銀行の合併勧奨案にて当初から例外的に2行存続方針となっていた（なお、神戸銀行への合併を拒否し続けた香住銀行のみが集約されなかった兵庫県の場合、当局の意図とは異なる形で2行併立となった）。また、早くから米子銀行一行に集約されていた鳥取県と、既に最有力行の松江銀行を中心に3行に集約されていた島根県の場合、両行の営業エリアが両県に跨っており、疲弊した両県の経済の回復には両行の合併が不可欠とされ、山陰2県の全行合併を以て山陰合同銀行に集約された。進展具合には差異があり、同一県内に2または3の複数行残った地域がある（例えば、静岡県では静岡・駿河（スルガ）・清水各銀行が統廃合されずに現存している）一方で、北海道や大阪府のように地方銀行が消滅してしまった地域もあった（大阪府ではさらに住友・三和・野村の合併も構想されていたが実現しなかった）。1932年末に538行あった普通銀行は、1945年9月には61行（都市銀行8・地方銀行53）に減少した。1949年、吉田内閣の池田勇人大蔵大臣が一県一行主義の緩和を表明し、その結果、1950年以後、地方銀行の新設（いわゆる、戦後地銀など）が認められるようになった。最終的に1968年の合併転換法の公布によって名実ともに一県一行主義は撤廃されることになった。

### 1945年9月時点での府県別地方銀行
1945年9月時点の府県別地方銀行。便宜上、施政分離された樺太庁及び沖縄県の銀行も掲載してある。戦後消滅行は斜体にしてある。
| 樺太庁   | 北海道拓殖銀行                 | 樺太銀行を吸収合併。 |
| 北海道庁 | 北海道拓殖銀行                 | 特殊銀行として成立。戦後、都市銀行に転換するも1998年破綻。道内店舗は北洋銀行に承継。                                                                       |
| 青森県   | 青森銀行 青森商業銀行          | 1960年、青森商銀は青森貯蓄銀行が転換した青和銀行に吸収され、1976年に弘前相互銀行と合併しみちのく銀行となる。2025年、両行の合併により青森みちのく銀行設立。 |
| 岩手県   | 岩手殖産銀行                   | 1960年、岩手銀行に商号変更。 |
| 宮城県   | 七十七銀行                     | |
| 秋田県   | 秋田銀行 羽後銀行              | 羽後銀行は1993年、北都銀行に商号変更。 |
| 山形県   | 荘内銀行 両羽銀行 羽前長崎銀行 | 1948年、両羽銀行が羽前長崎銀行を買収、1965年、山形銀行に商号変更。                                                                                         |
| 福島県   | 東邦銀行                       | |
| 茨城県   | 常陽銀行                       | |
| 栃木県   | 足利銀行                       | |
| 群馬県   | 群馬大同銀行                   | 1955年、群馬銀行に商号変更。 |
| 埼玉県   | 埼玉銀行                       | 1969年、都市銀行に転換。1991年に協和銀行に吸収合併され、協和埼玉銀行→あさひ銀行を経て現在の埼玉りそな銀行。                                                |
| 千葉県   | 千葉銀行                       | |
| 東京都   | 高田農商銀行                   | 後の東都銀行。1968年、三井銀行と合併。他に都内には都市銀行として三菱銀行、帝国銀行、安田銀行、特殊銀行として日本勧業銀行、日本興業銀行も所在。             |
| 神奈川県 | 横浜興信銀行                   | 1957年、横浜銀行に商号変更。特殊銀行として横浜正金銀行も所在。                                                                                             |
| 山梨県   | 山梨中央銀行                   | |
| 長野県   | 八十二銀行                     | |
| 新潟県   | 第四銀行 長岡六十九銀行        | 1948年、長岡六十九銀行は北越銀行に商号変更。2021年、両行の合併により第四北越銀行設立。                                                                     |
| 富山県   | 北陸銀行                       | |
| 石川県   | 北国銀行                       | |
| 福井県   | 福井銀行 大和田銀行            | 大和田銀行は1945年10月に三和銀行に吸収。 |
| 静岡県   | 静岡銀行 駿州銀行 駿河銀行     | 1948年、駿州銀行は清水銀行に商号変更。2004年、駿河銀行はスルガ銀行に商号変更。                                                                             |
| 愛知県   | なし                           | 1945年9月に稲沢銀行、大野銀行、岡崎銀行を東海銀行が吸収、都市銀行の東海銀が県内唯一の銀行となる。                                                          |
| 岐阜県   | 十六銀行 大垣共立銀行          | 十六、大垣共立の両行が合併する予定だったものの、空襲と終戦で実現せず。                                                                                     |
| 三重県   | 三重銀行 百五銀行              | 2021年、三重銀行は第三銀行に合併され、三十三銀行設立。 |
| 滋賀県   | 滋賀銀行                       | |
| 京都府   | 丹和銀行                       | 1951年、京都銀行に商号変更。 |
| 大阪府   | なし                           | 1945年5月に池田実業銀行、阪南銀行を住友銀行が吸収。都市銀行として三和銀行、住友銀行、野村銀行が存在。                                                      |
| 奈良県   | 南都銀行                       | |
| 和歌山県 | 紀陽銀行                       | 1945年5月に三和銀行が大同銀行を吸収。 |
| 兵庫県   | 香住銀行                       | 1956年、但馬銀行に商号変更。他に県内には都市銀行の神戸銀行。                                                                                               |
| 岡山県   | 中国銀行                       | |
| 広島県   | 藝備銀行                       | 1945年4月に藝備銀行が呉銀行、備南銀行、三次銀行、広島合同貯蓄銀行を統合。1950年、広島銀行に商号変更。                                                      |
| 鳥取県   | 山陰合同銀行                   | 本店は島根県に所在。 |
| 島根県   | 山陰合同銀行                   | |
| 山口県   | 山口銀行                       | |
| 徳島県   | 阿波商業銀行                   | 1964年、阿波銀行に商号変更。 |
| 香川県   | 高松百十四銀行                 | 1948年、百十四銀行に商号変更。 |
| 愛媛県   | 伊豫合同銀行                   | 1951年、伊豫銀行に商号変更。 |
| 高知県   | 四国銀行                       | |
| 福岡県   | 福岡銀行                       | |
| 大分県   | 大分合同銀行                   | 1953年、大分銀行に商号変更。 |
| 佐賀県   | 佐賀中央銀行 佐賀興業銀行      | 1953年、両行の合併により佐賀銀行設立。 |
| 長崎県   | 親和銀行 十八銀行              | 2020年、両行の合併により十八親和銀行設立。 |
| 熊本県   | 肥後銀行                       | |
| 宮崎県   | 日向興業銀行                   | 1962年、宮崎銀行に商号変更。 |
| 鹿児島県 | 鹿児島興業銀行                 | 1952年、鹿児島銀行に商号変更。 |
| 沖縄県   | 沖縄興業銀行                   | 1925年、旧：沖縄銀行、沖縄産業銀行、那覇商業銀行の3行合併により新立。沖縄戦で事業停止。                                                                    |

## 令和の「一県一行主義」
人口減少社会に突入して地方経済が疲弊し、マイナス金利政策により金融機関の体力も削られる中、2018年には金融庁の「金融仲介の改善に向けた検討会議」が「地域金融の課題と競争のあり方」と題した報告書をまとめ、その中で複数行による健全な競争（両行が採算ベースで事業を展開できる）が成立しない都道府県が、大多数の36に及ぶという試算が示された。
一方で、同じ長崎県に本拠を置く十八銀行と親和銀行の経営統合について、統合後に県内の貸出シェアが7割を超えることから公正取引委員会が難色を示し、経営統合までに2年以上の時間を要したという事例もあり、地域の金融サービスを維持するために行われる地域銀行の経営再編について、10年以内の期限を切って独占禁止法の適用除外とする地域における一般乗合旅客自動車運送事業及び銀行業に係る基盤的なサービスの提供の維持を図るための私的独占の禁止及び公正取引の確保に関する法律の特例に関する法律（地域特例法）が2020年に成立・施行され、また合併に伴う店舗整理などに補助金を出すなどして、政府の後押しのもとで地域銀行の再編が行われている。
東京商工リサーチによれば、2025年6月末時点で1県1行（あるいは、全行が同一グループにある）となっている県は、以下の11県である。
青森県 - 青森みちのく銀行
地域特例法に基づく認可のもとで、青森銀行とみちのく銀行が2022年にプロクレアホールディングスとして経営統合、2025年に両行が合併。
神奈川県 - 横浜銀行・神奈川銀行
2023年に横浜銀行が神奈川銀行を完全子会社化。
山梨県 - 山梨中央銀行
長野県 - 八十二銀行・長野銀行
地域特例法に基づく認可のもとで、2023年に八十二銀行が長野銀行を子会社化。2026年に八十二長野銀行として合併予定。
石川県 - 北國銀行
2001年に石川銀行が経営破綻して以降、石川県に本店を置く唯一の銀行となった。
福井県 - 福井銀行・福邦銀行
2021年に福井銀行が福邦銀行を連結子会社化、2024年に完全子会社化。2026年に福井銀行が福邦銀行を吸収合併する予定。
滋賀県 - 滋賀銀行
京都府 - 京都銀行
1997年に京都共栄銀行が経営破綻して以降、京都府に本店を置く唯一の銀行となった。
奈良県 - 南都銀行
2006年に奈良銀行がりそな銀行に吸収されて以降、奈良県に本店を置く唯一の銀行となった。
和歌山県 - 紀陽銀行
2006年に和歌山銀行を吸収合併。
鳥取県 - 鳥取銀行
戦時統合では鳥取県の銀行が島根県に本店を置く山陰合同銀行に統合されており、鳥取銀行の県内メインバンク社数も山陰合同銀行を下回る。
なお、長野県・福井県以外に、秋田県も2027年のフィデア銀行発足に伴い、本店を置く銀行が秋田銀行のみとなる予定である。